# The Thin Man
The Thin Man é um filme estadunidense de 1934 do gênero comédia, dirigido por W.S. Van Dyke e com roteiro baseado em história de Dashiell Hammett. 

## Sinopse
Um casal formando por um ex-detetive e sua rica esposa resolve investigar um assassinato por simples prazer.

## Elenco

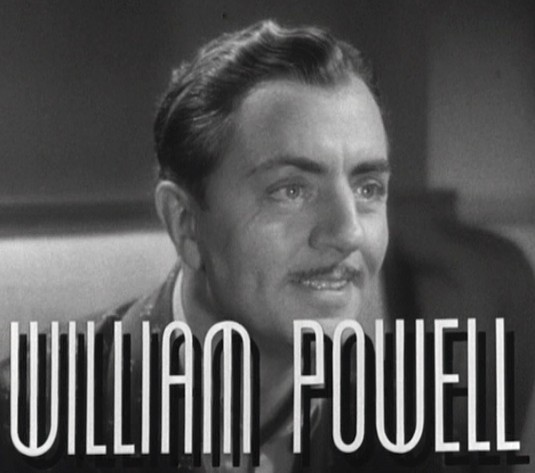
William Powell no trailer do filme

- William Powell .... Nicholas 'Nick' Charles
- Myrna Loy .... Nora Charles
- James Stewart .... David Graham
- Maureen O'Sullivan  ...  Dorothy
- Nat Pendleton  ...  Guild
- Minna Gombell  ...  Mimi